# Зачт 5
Зачт 5 (англ. Zacht 5) — індіанська резервація в Канаді, у провінції Британська Колумбія, у межах регіонального округу Томпсон-Нікола.

## Населення
За даними перепису 2016 року, індіанська резервація нараховувала 5 осіб, показавши скорочення на 80,0%, порівняно з 2011-м роком. Середня густина населення становила 19,9 осіб/км².

## Клімат
Середня річна температура становить 7,8°C, середня максимальна – 20,6°C, а середня мінімальна – -7,9°C. Середня річна кількість опадів – 582 мм.
| Клімат поселення                              | Клімат поселення | Клімат поселення | Клімат поселення | Клімат поселення | Клімат поселення | Клімат поселення | Клімат поселення | Клімат поселення | Клімат поселення | Клімат поселення | Клімат поселення | Клімат поселення | Клімат поселення |
| Показник                                      | Січ.             | Лют.             | Бер.             | Квіт.            | Трав.            | Черв.            | Лип.             | Серп.            | Вер.             | Жовт.            | Лист.            | Груд.            |                  |
| Середній максимум, °C                         | 3,73             | 6,02             | 9,56             | 13,13            | 17,16            | 20,53            | 20,22            | 20,60            | 16,44            | 10,96            | 5,00             | 1,68             |                  |
| Середня температура, °C                       | −2,08            | 0,21             | 3,77             | 7,33             | 11,35            | 14,71            | 17,53            | 17,92            | 13,76            | 8,27             | 2,32             | −1               |                  |
| Середній мінімум, °C                          | −7,89            | −5,59            | −2,04            | 1,52             | 5,55             | 8,93             | 14,86            | 15,23            | 11,05            | 5,58             | −0,38            | −3,7             |                  |
| Норма опадів, мм                              | 82               | 52               | 45               | 28               | 31               | 32               | 27               | 27               | 31               | 56               | 85               | 86               |                  |
| Середньомісячна швидкість вітру, м/с          | 2.03             | 2.10             | 2.39             | 2.60             | 2.40             | 2.40             | 2.20             | 2.00             | 1.78             | 1.92             | 2.00             | 2.00             |                  |
| Середньомісячна сонячна радіація, кДж/м²·день | 3303             | 6591             | 10787            | 15795            | 19563            | 21168            | 22079            | 18863            | 13352            | 7451             | 3656             | 2604             |                  |
| --------------------------------------------- | ---------------- | ---------------- | ---------------- | ---------------- | ---------------- | ---------------- | ---------------- | ---------------- | ---------------- | ---------------- | ---------------- | ---------------- | ---------------- |
| Джерело:                                      |                  |                  |                  |                  |                  |                  |                  |                  |                  |                  |                  |                  |                  |